# Division navale d'Extrême-Orient
Pour les articles homonymes, voir Escadre d'Extrême-Orient.
La Division navale d'Extrême-Orient (DNEO), dont l'origine remonte à la Division navale des mers de Chine et du Japon, est un groupe naval de la marine nationale française actif en Extrême-Orient du milieu du 19e siècle à 1956, sous différentes appellations.
Le principal conflit armé pendant lequel s'illustre la division est la guerre franco-chinoise de 1884-1885. Durant cette période, la « Division navale des Mers de Chine et du Japon » réunie à la « Division navale des côtes du Tonkin » devient l'Escadre d'Extrême-Orient, commandée par l'amıral Amédée Courbet. Après la dissolution de l'escadre en juillet 1885, la « Division navale des Mers de Chine et du Japon » devient la  Division navale d'Extrême-Orient (DNEO). Lors de la guerre des Boxers en 1900, elle est nommée à nouveau « Escadre d'Extrême-Orient » puis retrouve son appellation de DNEO en 1906. Entre 1926 et 1940, elle est rebaptisée Forces navales d'Extrême-Orient (FNEO). Reformée en 1947 au cours de la guerre d'Indochine, la DNEO est durant cette période, avec la « Marine en Indochine », sous commandement des « Forces maritimes d'Extrême-Orient (FMEO) ». Elle est dissoute en 1956.

## Appellations

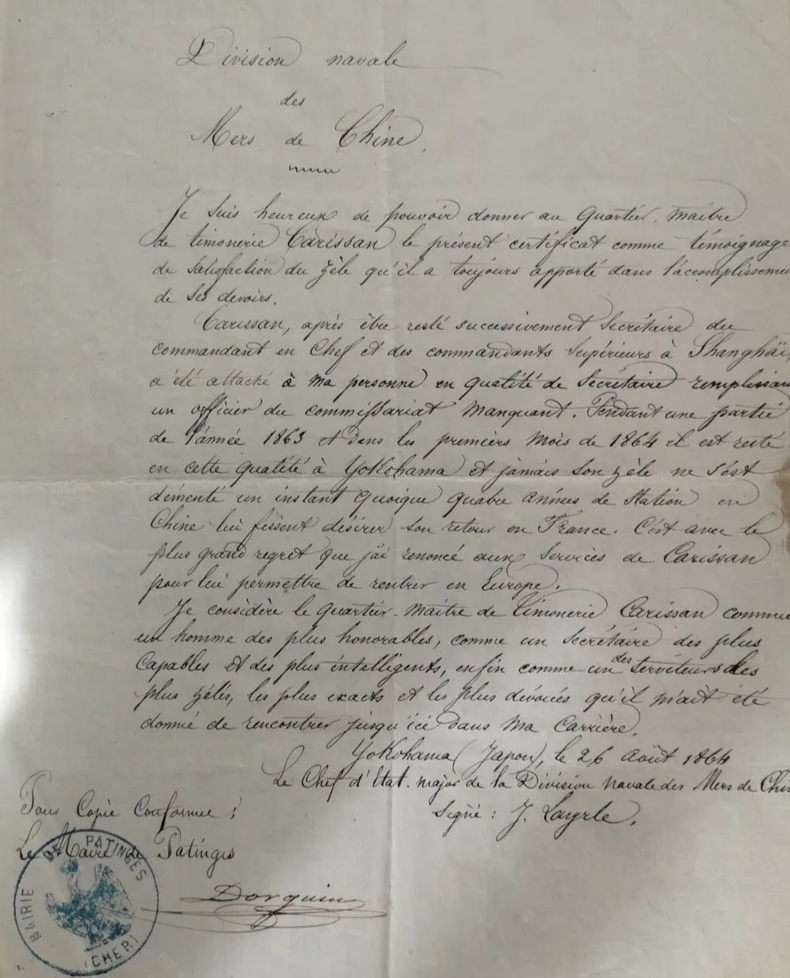
Lettre de Charles Jules Layrle, chef d'état-major de la « Division navale des mers de Chine », 26 août 1864, Yokohama.

- 1850-1884 : Station puis Division navale des Mers de Chine (1858) puis, à partir de fin 1864, Division navale des Mers de Chine et du Japon
- 1884-1885 : Escadre d'Extrême-Orient
- 1885-1900 : Division navale d'Extrême-Orient
- 1900-1906 : Escadre d'Extrême-Orient
- 1906-1916 : Division navale d'Extrême-Orient
- 1916-1920 : n/a
- 1926-1940 : Forces navales d'Extrême-Orient (FNEO)
- 1947-1956 : Division navale d'Extrême-Orient

## Histoire

### Débuts de la présence navale française en Extrême-Orient
La présence navale française en Extrême-Orient devient effective à partir de 1844, après la mission de Théodore de Lagrené et la signature du premier traité franco-chinois en octobre, le traité de Huangpu. La « station navale des mers de Chine » est créée le 2 juin 1844 dans le but de renforcer au moyen d'une flotte de six bâtiments de 200 canons la force navale française entre la Corée et le détroit de Malacca. Elle est placée sous le commandement de la « Division navale de l’Océan Indien » qui devient « Division navale de l’Océan Indien et des Mers de Chine ».
Cette présence navale reste toutefois modeste jusqu'à l’expédition de Chine (1857-1860) qui permet aux forces navales françaises de s'étendre.
Notamment, avec le traité de Tien-Tsin de 1858, les navires militaires français et d'autres puissances ont l'autorisation de croiser librement dans les eaux chinoises, ce qui mène à la création de flottilles de canonnières pour protéger les intérêts de ces pays le long du Yangzi Jiang (fleuve Yang-Tse).
Après l’expédition de Chine, une partie de la flotte redescend vers le sud et recompose la station navale de l’Indochine et l’autre partie conserve sa dénomination de station navale des Mers de Chine active à partir des ports de Yokohama et Shanghai.

### IIIeRépublique
Sous la IIIe République, de l'expédition du Tonkin à la Seconde Guerre mondiale, la présence de la marine française est la plus étendue et la plus durable en Extrême-Orient, présence qui s'étend « du détroit de Malacca à Yokohama, du delta du fleuve Rouge à la vallée du Yang-tsé ».
Entre 1870 et 1940, la Marine française a trois grandes composantes :
- Les forces navales métropolitaines. Basées dans les grands ports de guerre (Toulon, Brest, Cherbourg...), elles ont pour mission d'assurer la défense des eaux territoriales françaises face aux menaces extérieures.
- Les forces navales dans les colonies. Leur mission est d'assurer la défense maritime des colonies, sous la responsabilité d'un gouverneur général. L'action des forces navales coloniales est limitée à des opérations de police et de surveillance.
- Les divisions navales lointaines ou outre-mer. Leurs missions : montrer le pavillon de la France dans les ports étrangers, assurer une présence permanente en vue de protéger les intérêts français, seconder l'action des ambassades et des consuls de France.

Sous la IIIe République, ces divisions navales sont notamment les suivantes :
- division navale du Levant, dans l'est de la Méditerranée
- station navale d'Islande
- station du Rio de la Plata, dans l'Atlantique sud
- division navale de Cochinchine
- division navale d'Extrême-Orient, initialement appelée « division navale des mers de Chine et du Japon ».

On peut distinguer trois périodes dans l'histoire de la Division navale d'Extrême-Orient durant la IIIe République :
1. 1870-1893. De nombreuses interventions ont lieu, non seulement pour conduire la guerre avec la Chine (1883-1885, pour l'essentiel au sein de l'Escadre d'Extrême-Orient commandée par le contre-amiral Amédée Courbet, voir ci-dessous), mais également pour protéger les missions catholiques (en 1891, sous le commandement du contre-amiral Gustave Besnard), ou encore pour protéger les concessions françaises en Chine.
2. 1894-1915 : à partir de la guerre de 1894 entre la Chine et le Japon, un décalage apparaît entre les missions assignées à la division navale et des moyens insuffisants.
3. 1918-1940. Sortie victorieuse, mais exsangue de la Première Guerre mondiale, la France n'a plus les moyens de mener une politique ambitieuse en Asie orientale. Face à la montée du nationalisme chinois et de l'impérialisme japonais, la Division navale d'Extrême Orient s'efforce de protéger les intérêts de la France partout où ils sont menacés.

## Commandants
(VA = Vice-amiral, CA = Contre-amiral, VAE = Vice-amiral d'escadre)

### 1850-1940

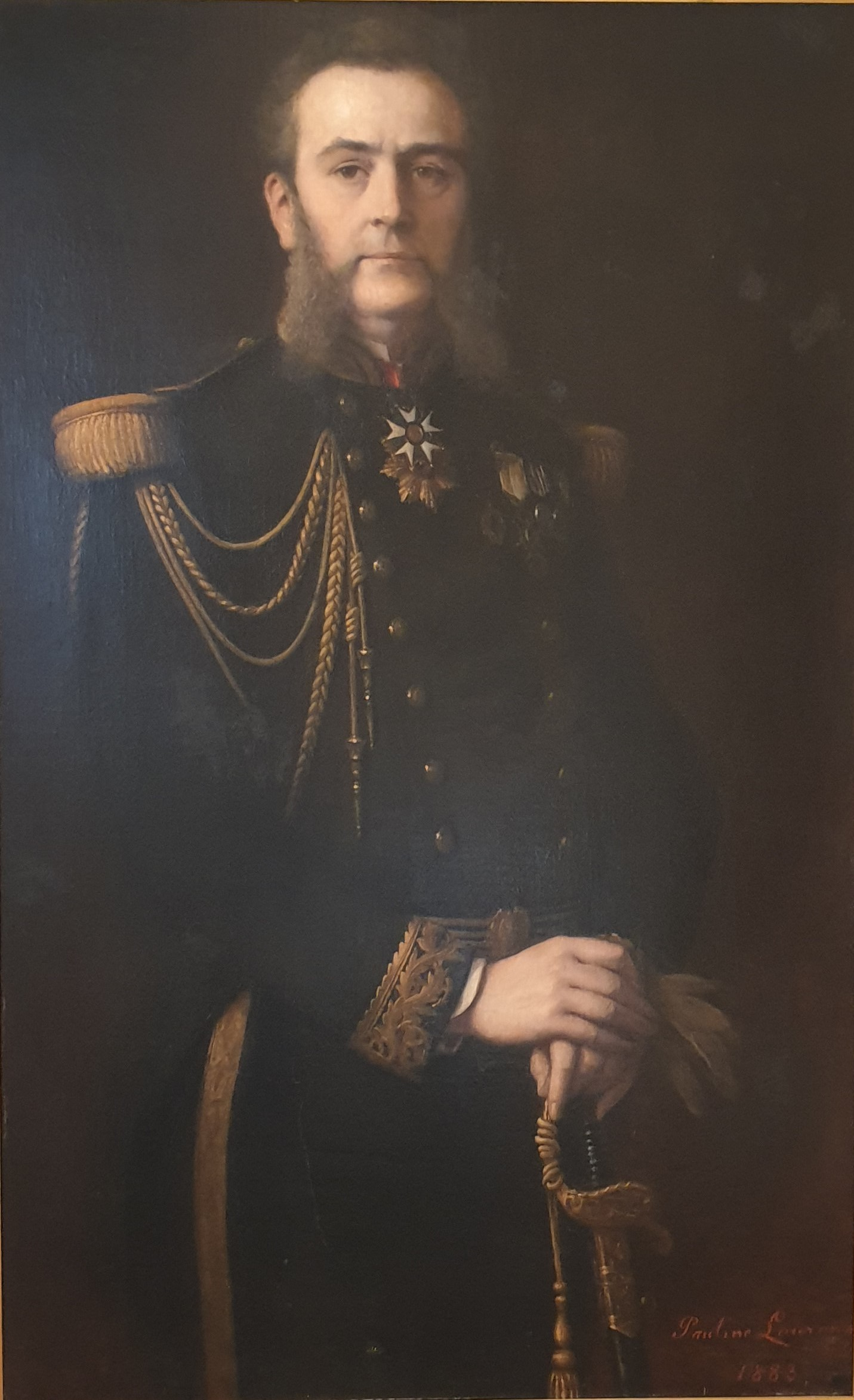
Gustave Besnard, en tenue de capitaine de vaisseau en 1883

Liste des commandants de 1850 à 1940  : 
- CA Amiral Nicolas François Guérin : 1854-juin 1857
- VA Amiral Charles Rigault de Genouilly : juin 1857-novembre 1859
- VA Théogène François Page : novembre 1859
- VA Léonard Charner : février 1861
- CA Auguste Protet : novembre 1861
- CA Charles Jaures : septembre 1862
- CA Pierre Gustave Roze : janvier 1865
- CA Marie Gustave Hector Ohier : octobre 1867
- CA René de Cornulier : juillet 1869
- CA Henri Garnault : avril 1872
- CA Jules Krantz : décembre 1873
- CA Auguste Veron : décembre 1875
- CA Joseph Duburquois : janvier 1878
- CA Charles Duperré : novembre 1879
- CA Charles Meyer : janvier 1882
- CA Sébastien Lespès : décembre 1883
- VA Amédée Courbet : mars 1884
- CA Adrien Rieunier : décembre 1885
- CA Charles Layrle (de) : février 1887
- CA Gustave Besnard : janvier 1890
- CA Edgar Humann : février 1892
- CA Théodore Dupuis : février 1894
- CA Jean de la Bonninière de Beaumont : janvier 1895
- CA Lucien Gigault de la Bedollière : janvier 1897
- CA Charles Courrejolles : février 1899
- VA Edouard Pottier : août 1900
- VA Eugène Marechal : mai 1902
- VA Charles Bayle : août 1903
- VA Ernest Richard : août 1905
- CA Émile Boisse : décembre 1905
- CA Édouard Perrin : décembre 1907
- CA Marie-Joseph de la Croix de Castries : décembre 1909
- CA Henri Calloch de Kerillis : décembre 1911
- CA Albert Huguet : décembre 1913
- (vacant) janvier 1916
- CAP Paul de Marguerye : août 1920
- CA Félix Thomine : décembre 1920
- CA Eugène Gilly : 1922 (division volante)
- CA Henri Frochot : septembre 1923
- CA Marcel Basire : juin 1925
- CA Jean Stotz : juin 1927
- CA Georges Mouget : avril 1929
- VA Octave Herr : novembre 1930
- VA Charles Berthelot : mars 1932
- VA Eugène Descottes-Genon : mars 1934
- VA Jean-Pierre Esteva : mars 1935
- VA Jules Le Bigot : mai 1937
- VA Jean Decoux : mai 1939-1940

### 1947-1956
Liste des commandants de la DNEO durant la guerre d'Indochine :
- CA Gaston Graziani 2/1947- 3/1948
- CA Noël Mariani 3/1948-9/1949
- CA François Jourdain 10/1949-9/1950
- CA Gabriel Rebuffel 10/1950-2/1952
- CA Joseph Bosvieux 2/1952-7/1953
- CA Jean-Marie Querville 7/1953-4/1954
- CA Max Douguet 4/1954-11/1955

Liste des commandants de la FMEO durant la guerre d'Indochine :
- VA Philippe Auboyneau 9/1945-2/1947
- VA Robert Battet : 2/1947-3/1943
- VA Paul Ortoli : 3/1949-7/1952
- VAE Phillipe Auboyneau : 7/1952-10/1954
- VA Albert Jozan : 10/1954-4/1956

## Escadre d'Extrême-Orient (1884-1885)

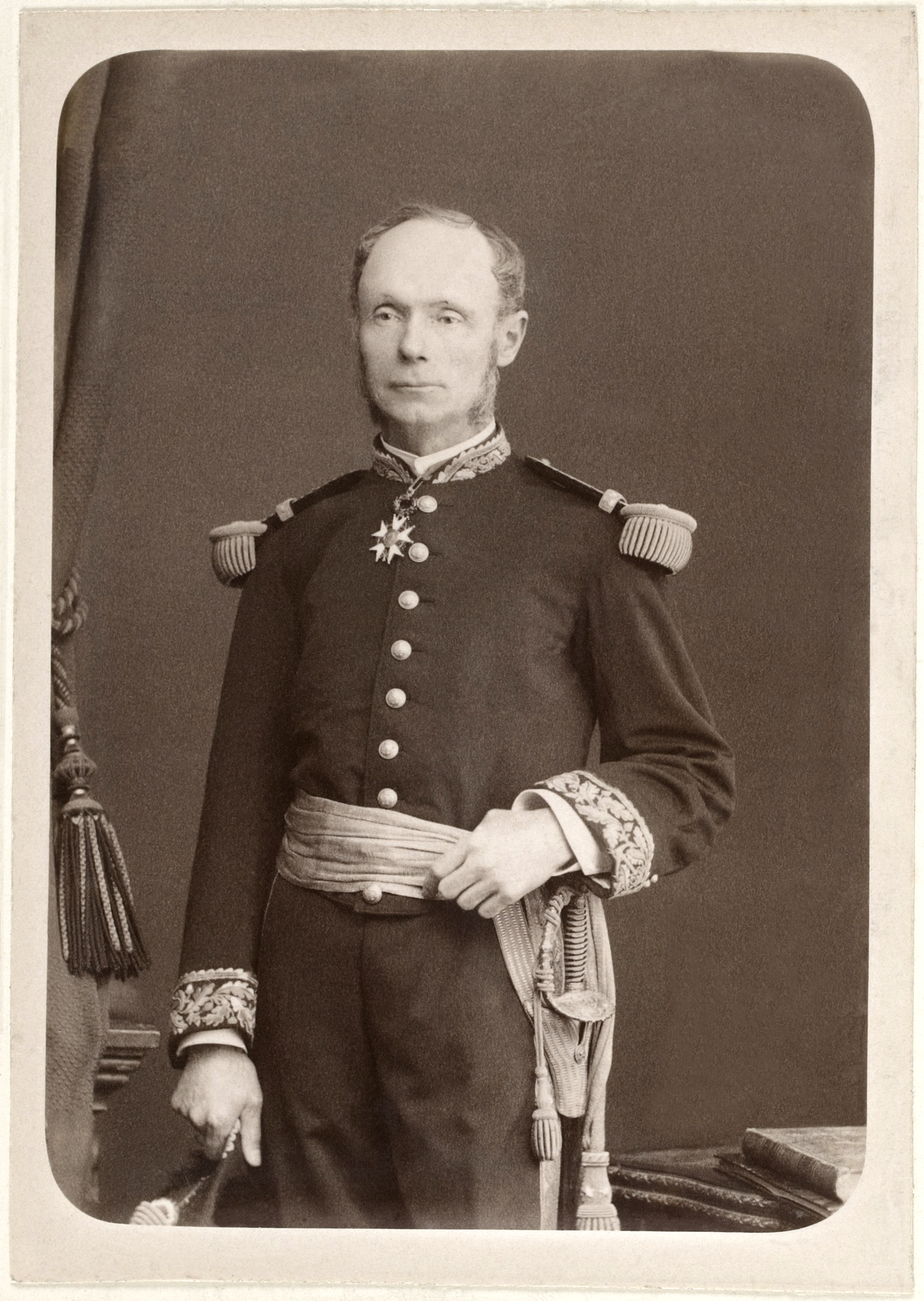
L'Amiral Courbet, commandant en chef de l'escadre.

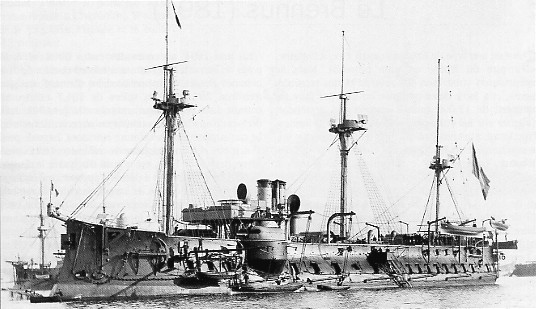
Bayard (5915 tonnes), vaisseau amiral
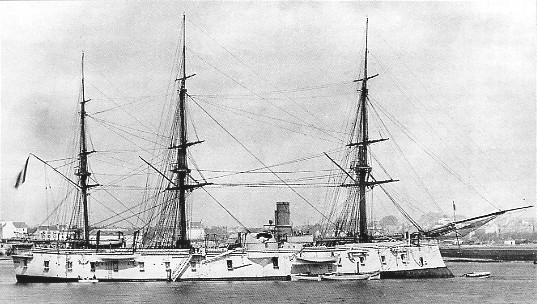
La Galissonnière (4585 tonnes)
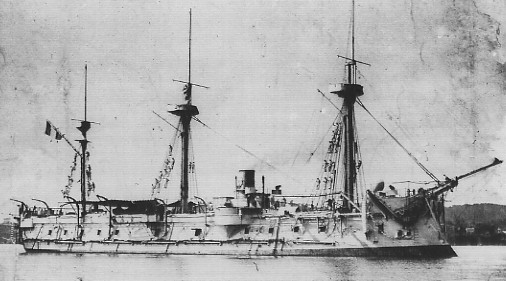
Triomphante (4585 tonnes)
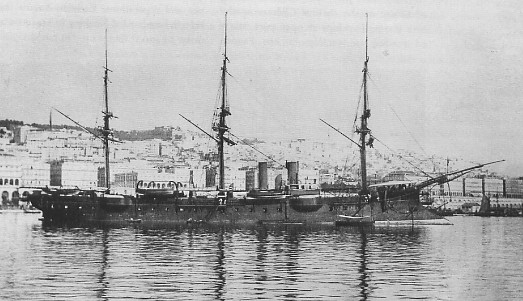
Duguay-Trouin (3479 tonnes)
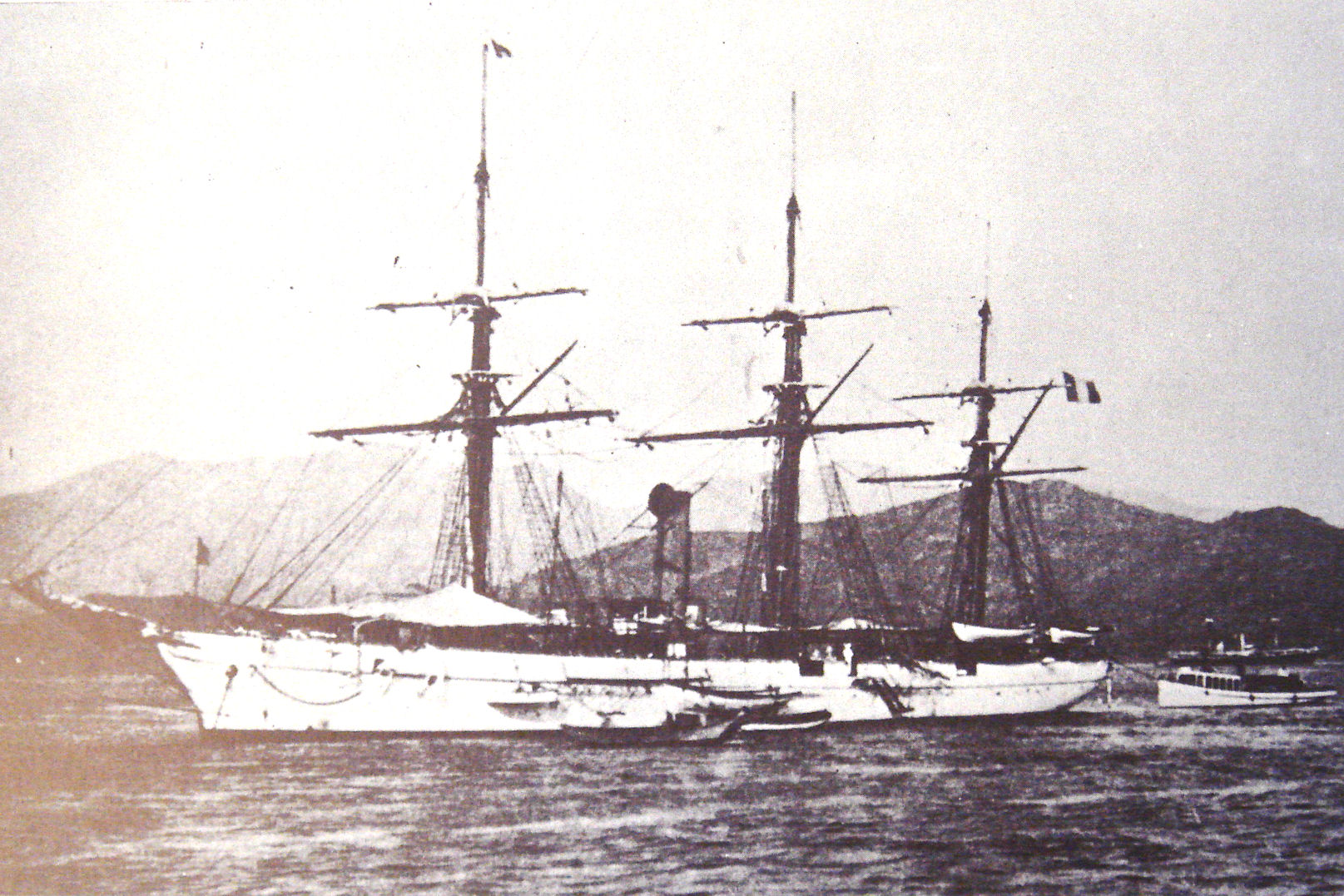
Volta
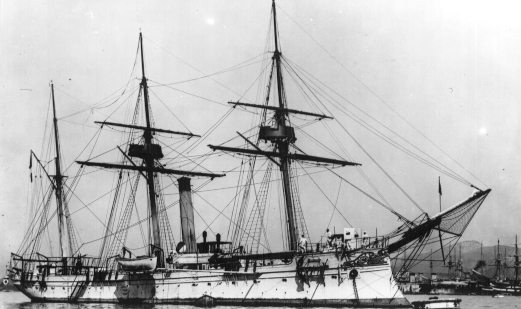
Parseval (870 tonnes)
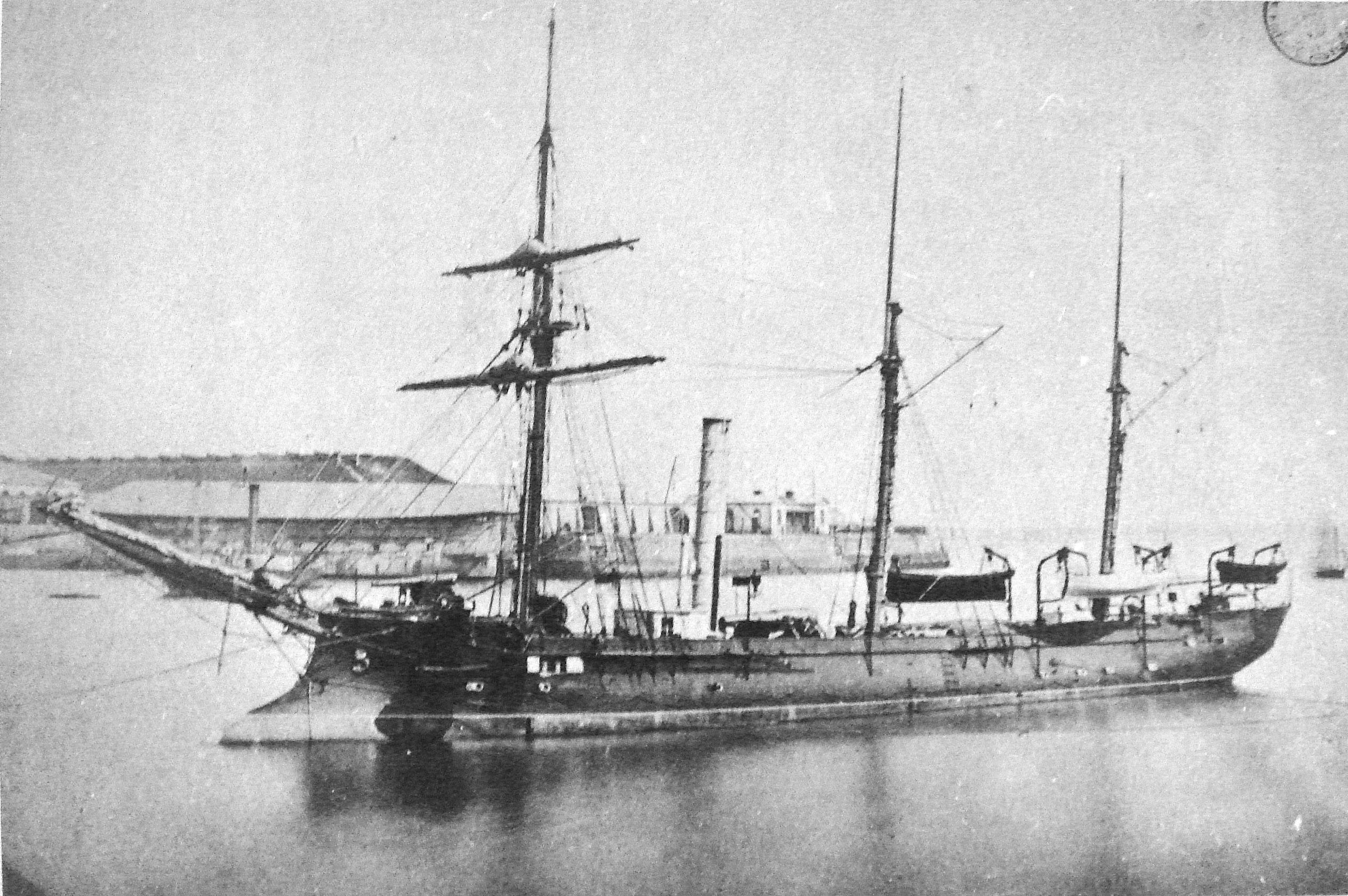
Lutin (465 tonnes) Canonnière entrant en service en 1877; à partir de 1884, il fait partie de l'escadre d’Extrême-Orient jusqu'en 1897 où elle est transférée au protectorat français du Cambodge ; elle est rayée en 1908.
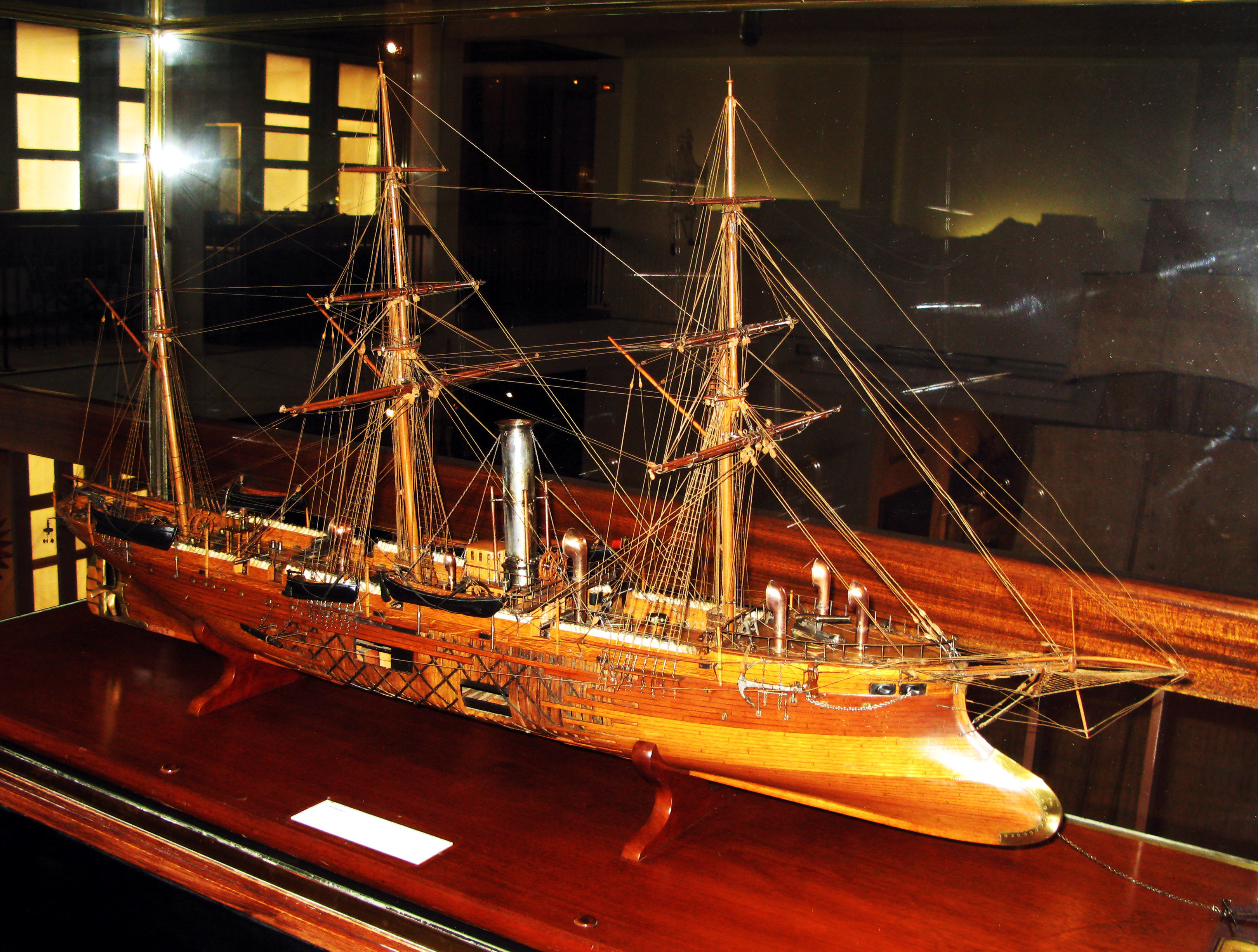
Éclaireur

### Contexte
En 1882, les intérêts français en Extrême-Orient sont protégés par deux divisions navales, la Division navale de Cochinchine, basée à Saïgon, et la Division navale d'Extrême-Orient, basée à Yokohama. La Division navale de Cochinchine a pour mission de surveiller la navigation côtière entre Singapour et le détroit de Hainan et sur les fleuves de Cochinchine et du Cambodge. Pour sa part, la Division navale d'Extrême-Orient  croise le long des côtes de Chine et dans les eaux qui séparent la Chine du Japon.
L'intervention d'Henri Rivière au Tonkin en avril 1882 s'effectue au moyen de navires de la Division navale de Cochinchine. La France décide de renforcer sa présence au Tonkin après la défaite et la mort de Rivière à Hanoï. Une division navale est créée en mai 1883 pour patrouiller dans le Golfe du Tonkin. Le commandement de la « Division navale des côtes du Tonkin » est confié au contre-amiral Amédée Courbet. Cette Division navale des côtes du Tonkin est composée des cuirassés Bayard (navire amiral) et Atalante, du croiseur Châteaurenault, des frégates légères Hamelin et Parseval, des canonnières Lynx, Vipère et Aspic, des transports de troupes Drac et Saône et des torpilleurs no 45 et 46. 
Une Flottille du Tonkin, composée d'un certain nombre d'avisos et de canonnières, est également mise sur pied en prévision d'opérations terrestres à l'été 1883. Cette flottille est placée sous la direction du général de brigade Alexandre-Eugène Bouët (1833-1887), commandant supérieur au Tonkin.
L'Escadre d'Extrême-Orient est officiellement créée le 27 juin 1884, en réponse au guet-apens de Bắc Lệ qui a eu lieu quelques jours plus tôt, en réunissant la Division navale des côtes du Tonkin avec la Division navale d'Extrême-Orient.     
La Division navale d'Extrême-Orient, sous les ordres du contre-amiral Sébastien Lespès depuis mars 1884, est composée des cuirassés La Galissonnière (navire amiral) et La Triomphante, des croiseurs d'Estaing, Duguay-Trouin et Volta, et de la canonnière Lutin.     
L'escadre nouvellement créée est confiée à Courbet, et Lespès est nommé commandant en second.    
En octobre 1884, l'escadre est renforcée avec l'arrivée des croiseurs Rigault de Genouilly (en provenance de la station du Levant), Nielly (en provenance de la station de la mer des Indes) et Champlain. En novembre 1884, un quatrième croiseur, l'Éclaireur, arrive de la station du Pacifique. En janvier 1885, le croiseur Duchaffaut rejoint l'escadre depuis la Nouvelle-Calédonie et le Lapérouse depuis la France métropolitaine. Vers la fin mars 1885, le croiseur Kerguelen, transféré de la station du Pacifique, rejoint à son tour l'escadre. Les forces navales françaises au Tonkin sont significativement renforcées au printemps 1885 par l'arrivée des croiseurs Fabert et Laclocheterie, et de la canonnière Jaguar, basée auparavant en baie d'Along au sein de la flottille du Tonkin.
En avril 1885, l'escadre est renforcée par l'arrivée d'une troisième division navale, partie de France en janvier 1885 sous le commandement du contre-amiral Henri Rieunier. La division de Rieunier est composée du cuirassé Turenne (navire amiral), des croiseurs Magon, Primauguet et Roland, et des canonnières Comète et Sagittaire. Cette troisième division navale est accompagnée de deux torpilleurs et du croiseur auxiliaire Château-Yquem, un bâtiment civil loué et armé par le gouvernement français pendant la durée des hostilités contre la Chine. La division de Rieunier atteint sa destination trop tard pour pouvoir prendre une part active aux opérations navales, mais certains des bâtiments qui la composent participeront au blocus du fleuve Yangzi entre avril et juin 1885.
Pour récapituler, en avril 1885, à la fin de la guerre franco-chinoise, l'escadre d'Extrême-Orient est composée des bâtiments suivants :
- Cuirassés : Bayard, La Galissonnière, Turenne, Triomphante, Atalante
- Croiseurs (1re classe) : Duguay-Trouin, Villars, d'Estaing, Lapérouse, Nielly, Magon, Primauguet, Roland
- Croiseurs (2e classe) : Champlain, Châteaurenault, Éclaireur, Rigault de Genouilly
- Croiseurs (3e classe): Kerguelen, Volta, Duchaffaut
- Avisos-transports : Saône
- Canonnières : Lutin, Vipère, Lynx, Comète, Sagittaire, Aspic, Jaguar, Hyène
- Transports (1re classe) : Annamite, Tonkin
- Croiseurs auxiliaires : Château-Yquem
- Torpilleurs (2e classe) : no 44, 45, 46 et 50[13].

L'amiral Courbet meurt à bord de son vaisseau amiral le Bayard dans le port de Makung, sur les îles Pescadores le 11 juin 1885. Il est remplacé à la tête de l'escadre par le contre-amiral Sébastien Lespès (commandant en chef du 11 juin 1885 au 1er décembre 1885). Le 25 juillet 1885, le gouvernement français rétablit la Division navale d'Extrême-Orient telle qu'elle était en 1883. La division, sous le commandement du contre-amiral Lespès,  avec Henri Rieunier, contre-amiral, comme commandant en sous-ordre, est alors composée des cuirassés La Galissonnière (vaisseau amiral), Turenne (cuirassé avec pavillon du contre-amiral Rieunier) et La Triomphante, des croiseurs Lapérouse, Primauguet, Champlain et Roland, et des canonnières Vipère et Sagittaire. Les autres bâtiments rentrent en France, sont transférés au Tonkin ou envoyés dans d'autres stations navales françaises tout autour du globe :

« Chaque jour de la fin de juin vit partir l'un des navires. Le d’Estaing et le Kerguelen s'en allèrent les premiers, remorquant jusqu'à Saïgon les torpilleurs 50 et 44 ; de là, ils firent route pour la France. Le Villars et l’Éclaireur les suivirent, ainsi que le Château-Yquem emmenant à Halong troupes, artillerie et mulets. Puis l’Annamite rapatriant les malades, le Duguay-Trouin et le Château-Renaud rentrèrent en France ; le Magon et le Fabert rejoignirent la station du Pacifique, et le Rigault de Genouilly la station du Levant. Peu après, l’Atalante alla désarmer à Saïgon et le Nielly rallia la station de la mer des Indes, tandis que le Laclocheterie, le Lutin et la Comète se dirigèrent sur le Tonkin, aux ordres du général de Courcy. »

### Opérations

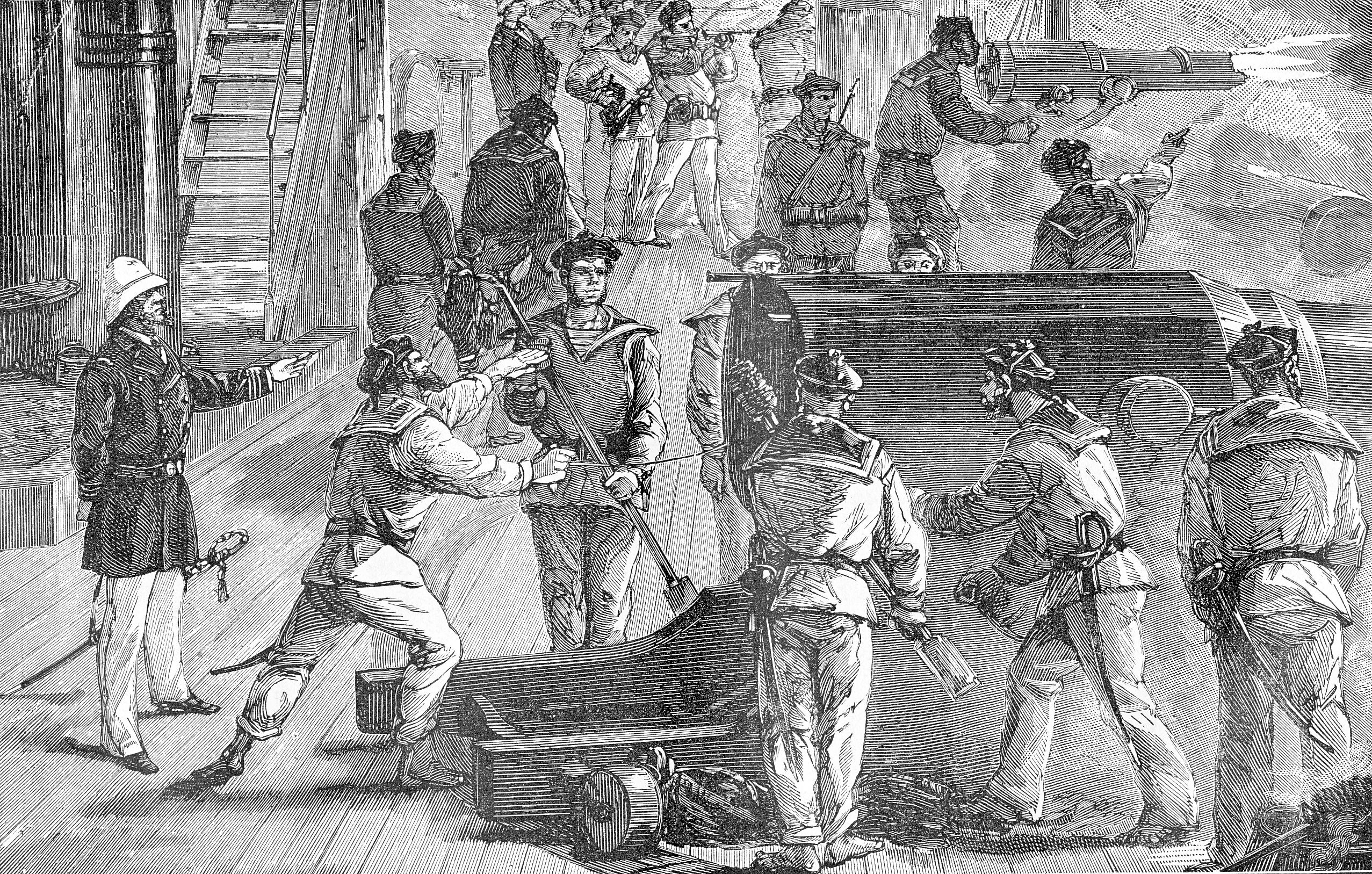
La Galissonnière en action à Keelung, 5 août 1884

L'Escadre d'Extrême-Orient est engagée à plusieurs reprises dans les combats qui ont lieu pendant la guerre franco-chinoise. Le cuirassé La Galissonnière, le croiseur Villars et la canonnière Lutin prennent part au bombardement de Keelung le 5 août 1884, sous les ordres du contre-amiral Lespès. La force de débarquement envoyées par Lespès dans l'après-midi du 5 août pour occuper Keelung est composée des troupes embarquées à bord du Bayard et du Villars, sous le commandement respectif du capitaine de frégate Martin et du lieutenant de vaisseau Jacquemier. Les deux compagnies sont toutes deux attaquées par des forces chinoises supérieures en nombre dans la matinée du 6 août, et doivent se retirer en bon ordre en direction de la côte, où ils rembarquent. Les pertes françaises lors de cette opération s'élèvent à 2 morts et 11 blessés,.  
D'autres bâtiments sont impliqués dans la bataille de Fuzhou (23 août 1884), dans plusieurs opérations pendant la campagne de Keelung, y compris lors des débarquements à Keelung et Tamsui (1er au 8 octobre 1884), le blocus de Formose (octobre 1884 à avril 1885), le combat de Shipu (14 février 1885), la bataille de Zhenhai (1er mars 1885), la campagne des Pescadores (mars 1885) et le « blocus du riz » du fleuve Yantzi (mars à juin 1885). On assiste également à un certain nombre de faits d'armes isolés. La frégate légère Parseval, envoyée devant Shanghai à l'été 1884 pour observer les mouvements de la flotte chinoise des Mers du sud, parvient à s'échapper de nuit sous le feu des canons des forts Wusong en septembre 1884.

### Pertes
Aucun des bâtiments de l'escadre n'est perdu au combat, mais plusieurs le sont dans d'autres conditions. La frégate légère Hamelin (capitaine de frégate Roustan) s'échoue dans le fleuve Min en juillet 1884 et est contrainte de rentrer en France pour réparations. Treize marins meurent ébouillantés à bord du croiseur Rigault de Genouilly le 15 novembre 1884 après l'explosion d'une chaudière.   
Le torpilleur no 45, qui a combattu à Fuzhou, est perdu en mer le 21 mars 1885 alors qu'il se dirige vers Ningbo pour rejoindre les bâtiments français qui bloquent l'embouchure du fleuve Yangzi. Le torpilleur no 46, qui a attaqué et coulé la corvette chinoise Yangwu pendant la bataille de Fuzhou, est également perdu en mer au large de Makung le 30 avril 1885, peu de temps après la fin des hostilités. Ces torpilleurs sont tous deux perdus alors qu'ils étaient pris en remorque (respectivement par le Châteaurenault et le d'Estaing) car la remorque cède dans les deux cas. Aucune perte n'est à déplorer à la suite de ces incidents.
Les pertes parmi les marins et les troupes embarquées à bord des vaisseaux sont faibles. L'escadre déplore des pertes mineures lors de la bataille de Fuzhou et de la descente sur le fleuve Min. Les pertes sont plus importantes le 8 octobre 1884 lors de l'échec du débarquement à Tamsui pendant la campagne de Keelung. Les pertes françaises lors du combat de Shipu sont faibles. Plusieurs marins meurent du choléra pendant l'occupation de quatre mois des îles Pescadores à la suite de la campagne des Pescadores.

## Forces navales d'Extrême-Orient (FNEO) (1926-1939)

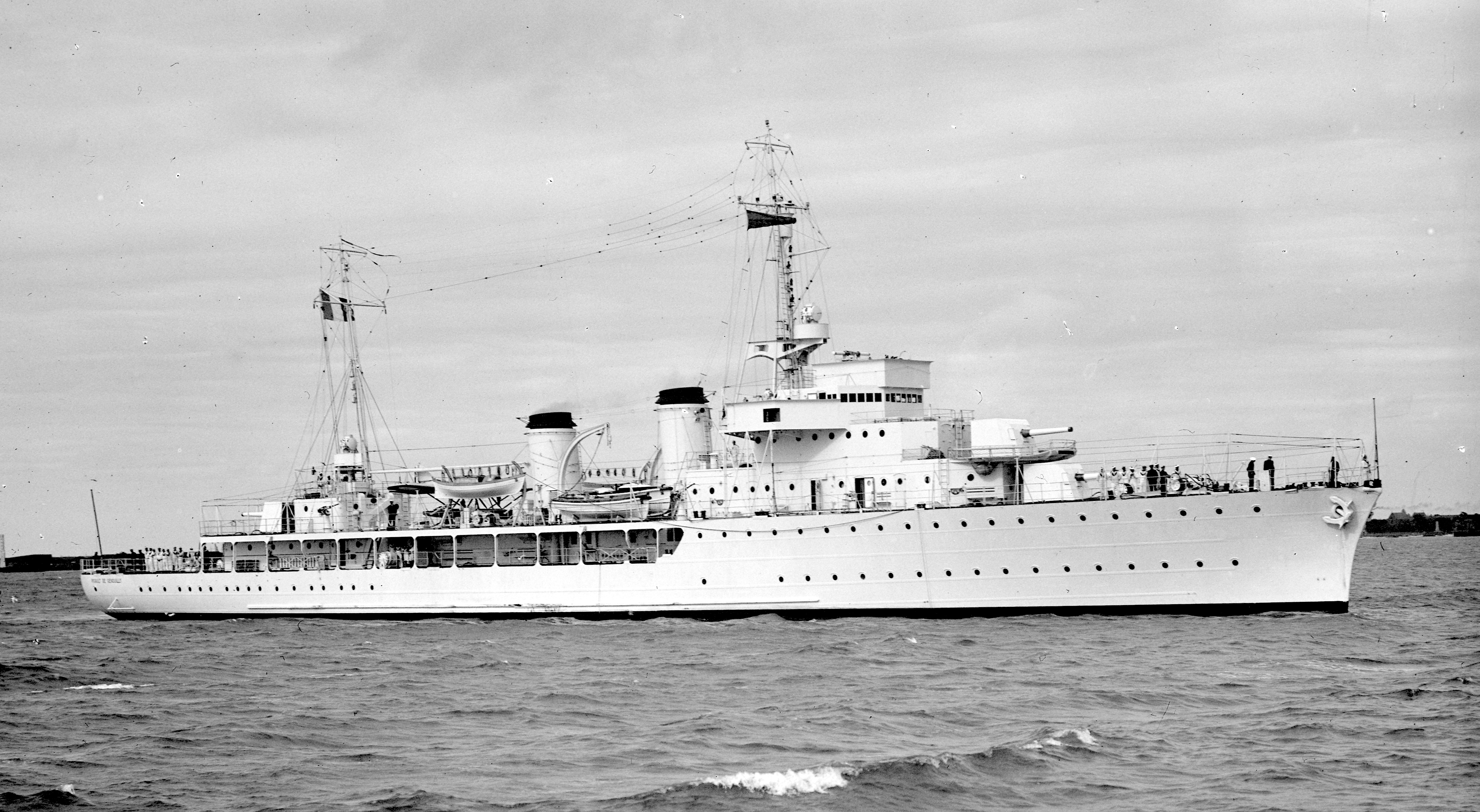
Le Rigault de Genouilly de la classe Bougainville.

Les Forces navales d'Extrême-Orient (FNEO) sont actives de juin 1925 au 12 août 1940 puis réactivées de 1945 jusqu'à la fin de la guerre d'Indochine. De sa création à sa première dissolution, l'amiral commandant les FNEO est également à la tête des troupes françaises en Chine, nom depuis 1928 des forces françaises dans ce pays.
En 1926, la flottille du Yang-Tse ainsi que d'autres marines étrangères sont impliquées dans les combats entre seigneurs de la guerre chinois. À cette date, l'ordre de bataille de la division navale en Extrême-Orient comprend dix navires comptant un total de 1 330 hommes et réunissant 40 canons :
- Croiseur cuirassé Jules Michelet de 12 000 t, navire amiral ;
- 3 avisos de 800 à 1 700 t : Marne, Algol et Altaïr ;
- 1 canonnière de 300 t : Alerte ;
- 5 canonnières fluviales : Balny, Doudart de Lagrée et La Grandière sur le Yangzi Jiang ; Argus et Vigilante sur le Si-Kiang.

Au déclenchement de la guerre en Europe, les FNEO, commandées par le vice-amiral Jean Decoux, se composent des formations et navires suivants :
- 5e division de croiseurs à Saïgon (auparavant à la concession française de Shanghai) :
  - Croiseur léger Lamotte-Picquet ;
  - Croiseur lourd Suffren.

- Avisos :
- Avisos coloniaux Amiral Charner (jusqu'en février 1940) et Savorgnan de Brazza ;
- Aviso colonial Rigault de Genouilly à Shanghai ;
- Avisos de première classe de la classe Arras Marne à Saïgon et Tahure.

- Flottille de canonnières du Yangtze (sur le Yangzi Jiang en Chine) :
  - Canonnières Balny, Doudart de Lagrée, Francis Garnier ;

- Station de canonnières du Si-Kiang (à Canton)[27] :
  - Argus.

- Canonnières à Haïphong :
  - Mytho, Tourane, Vigilante.

- Canonnières à Saïgon :
  - Avalanche, Commandant Bourdais.

Sous-marins :
- Sous-marin L'Espoir, qui rentre à Toulon en décembre 1940. Un autre sous-marin, le Phénix est coulé accidentellement le 15 juin 1939[28].

## Batiments

### Escadre d'Extrême-Orient (1884-1885)
- Bayard (5 915 tonnes), vaisseau amiral
- La Galissonnière
 (4 585 tonnes)
- Triomphante
 (4 585 tonnes)
- Duguay-Trouin
 (3 479 tonnes)
- Volta
- Parseval
 (870 tonnes)
- Lutin 
 (465 tonnes)
Canonnière entrant en service en 1877; à partir de 1884, il fait partie de l'escadre d’Extrême-Orient jusqu'en 1897 où elle est transférée au protectorat français du Cambodge ; elle est rayée en 1908.
- Éclaireur

### Autres batiments
- Croiseur Descartes en 1897 sous le commandant Aristide Jules Bernard (1844-1908)

## Sources et bibliographie
- (en) Cet article est partiellement ou en totalité issu de l’article de Wikipédia en anglais intitulé « Far East Squadron » (voir la liste des auteurs).

En français
- Hervé Barbier, La Division navale d'Extrême-Orient. Marins et diplomates : la mésentente parfaite (1870-1940), thèse de doctorat d'histoire, sous la direction de Jacques Weber, Université de Nantes, 2006, 4 volumes.
- Ernest Picard-Destelan, Annam et Tonkin : Notes de voyage d'un marin, Paris, 1892
- Émile Duboc, Trente cinq mois de campagne en Chine, au Tonkin, Paris, 1899
- Stéphane Ferrero, Formose, vue par un marin français du XIXe siècle, Paris, 2005
- Garnot, L'expédition française de Formose, 1884–1885, Paris, 1894
- Maurice Loir, L'escadre de l'amiral Courbet, Paris, Berger-Levrault, 1886, 324 p. (lire en ligne)
- Maurice Rollet de l'Isle, Au Tonkin et dans les mers de Chine, Paris, 1886, [lire en ligne]
- Michel Vergé-Franceschi (dir.), Dictionnaire d'Histoire maritime, éditions Robert Laffont, coll. « Bouquins », 2002 (ISBN 2-221-08751-8 et 2-221-09744-0)
- Rémi Monaque, Une histoire de la marine de guerre française, Paris, éditions Perrin, 2016, 526 p. (ISBN 978-2-262-03715-4)
- Jiang Tianyue, Doctorant en histoire, Université normale de Pékin. Article corrigé et condensé par Alexandre Sheldon- Duplaix, chercheur au SHD., « La marine impériale dans l’expédition de Chine », Revue historique des armées [Online], 273 |2014. Lire en ligne.
- Jean Meyer et Martine Acerra, Histoire de la marine française : des origines à nos jours, Rennes, Ouest-France, 1994, 427 p. [détail de l’édition] (ISBN 2-7373-1129-2, BNF 35734655)

En anglais
- (en) John Rawlinson, China's Struggle for Naval Development, 1839–1895, Harvard, 1967
- (en) Richard Wright, The Chinese Steam Navy, 1862–1945, Londres, 2001

En chinois
- Lung Chang [龍章], Yueh-nan yu Chung-fa chan-cheng [越南與中法戰爭, Vietnam and the Sino-French War] (Taipei, 1993)